# 史蒂芬·F·奧斯汀
史蒂芬·福勒尔·奥斯汀 (英語：Stephen Fuller Austin，1793年11月3日—1836年12月27日），生於美國維吉尼亞州，是美国18世纪开拓者，被称为“得克萨斯之父”。 今日得克萨斯州首府奥斯汀市由其而得名。

## 生平
史蒂芬·奧斯丁生於維吉尼亞州西南部，威斯縣附近。其父為摩西·奧斯丁（Moses Austin）。